# Chanuj gol
Chanuj gol (mongolsky Хануй гол) je řeka v Mongolsku (Archangajský a Bulganský ajmag). Je 421 km dlouhá. Povodí má rozlohu 14 600 km².

## Průběh toku
Pramení v Changajských horách. Teče hornatou a kopcovitou krajinou v široké dolině. Ústí zprava do Selengy.

## Vodní stav
Průměrný roční průtok činí přibližně 20 m³/s. Nejvíce vody řekou protéká na jaře a v létě. V zimě promrzá až do dna.